# Stigmaphyllon florosum
Stigmaphyllon florosum är en tvåhjärtbladig växtart som beskrevs av C. Anderson. Stigmaphyllon florosum ingår i släktet Stigmaphyllon och familjen Malpighiaceae. Inga underarter finns listade i Catalogue of Life.